# Кукиз’15
«Кукиз’15» (пол. Kukiz'15) — польское правое политическое движение, лидером которой является Павел Кукиз, известный панк-рок-музыкант. Формально партия не зарегистрирована в списке политических партий Польши, поскольку придерживается принципа борьбы против «засилья партий в стране».

## История
Партия была образована де-юре 28 июля 2015 года, несмотря на то, что в списке политических партий Польши не значится. Её лидером стал польский рок-музыкант Павел Кукиз, участвовавший в выборах Президента Польши в 2015 году и набравший 21 % голосов (3-е место). Кукиз в преддверии президентских и парламентских выборов в Польше в своей предвыборной программе обещал отменить пропорциональную избирательную систему и вернуть систему выборов по одномандатным округам. Подобный вопрос об одномандатных округах был вынесен на референдум в сентябре 2015 года, но тот был признан несостоявшимся. На выборах в Сейм Республики Польша в 2015 году партия «Кукиз’15» объединилась с ультраправым Национальным движением и получила 40 мест в Сейме (5 из них были заняты представителями «Национального движения»).

## Политические убеждения
В январе 2016 года несколько депутатов от партии «Кукиз’15» выступили с инициативой провести в Польше референдум по вопросу о приёме беженцев с Ближнего Востока, оспорив правомерность решения ЕС выделить квоту арабским и африканским мигрантам в Польше: со слов представителей партии, такие решения может принимать только население Польши, а не руководство Евросоюза. В феврале 2016 года партия предложила построить на польско-украинской границе стену, чтобы не позволять беженцам обходными путями пробираться в Польшу.

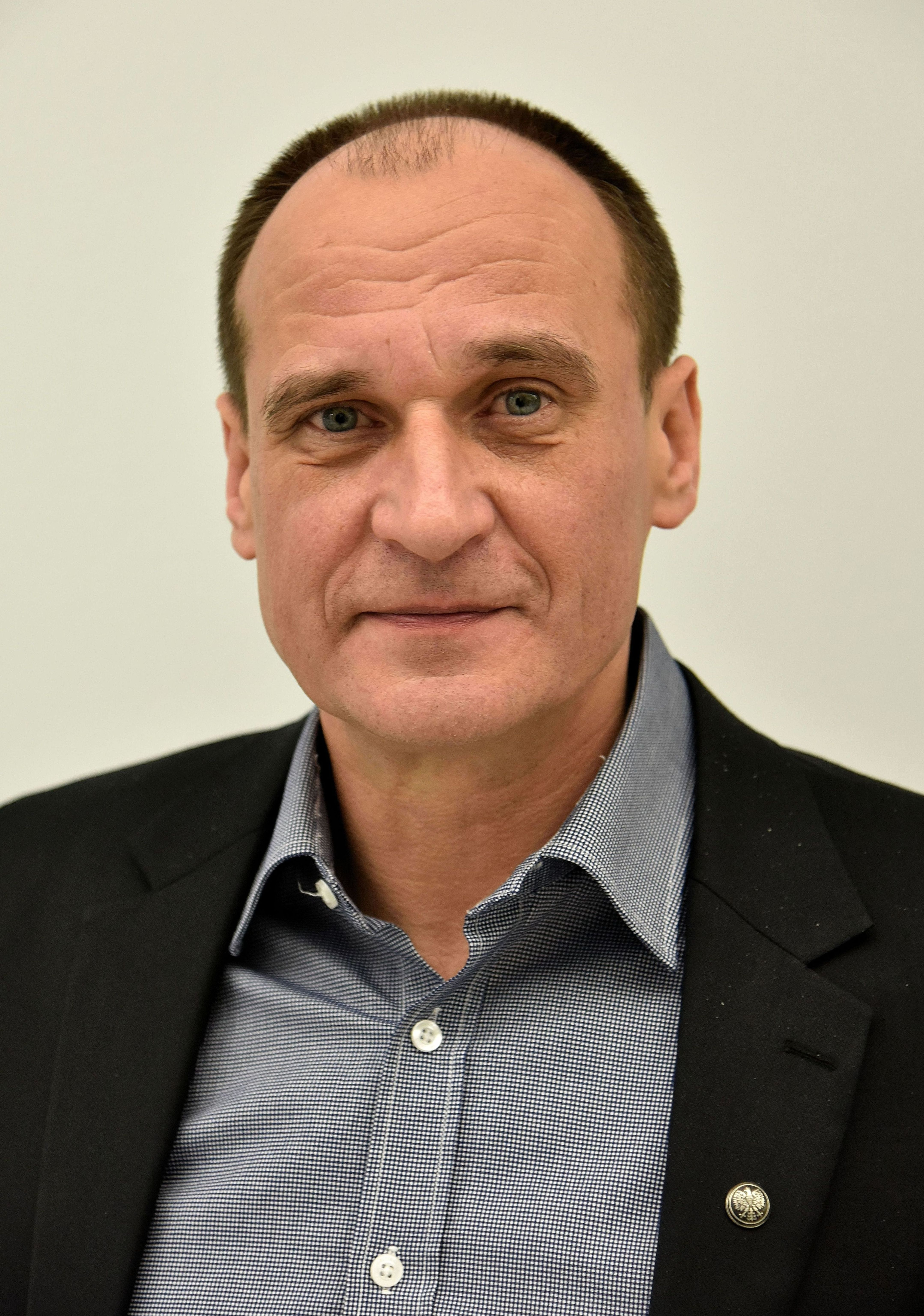
Лидер движения Павел Кукиз

В январе 2018 года польский сейм по инициативе депутатов партии Кукиз'15 принял закон «о пенализации бандеризма», который предусматривает уголовную ответственность для лиц, отрицающих преступления украинских националистов в годы Второй мировой войны. Депутат партии Томаш Жимковский назвал принятие этого закона «своим самым большим успехом в этой каденции».

## Электорат
Основным электоратом партии «Кукиз’15» является польская молодёжь: так, из числа проголосовавших за Павла Кукиза на президентских выборах в Польше 42 % составляли люди в возрасте от 18 до 29 лет.